# Guerville (Seine-Maritime)
Guerville ist eine französische Gemeinde mit 470 Einwohnern (Stand: 1. Januar 2022) im Département Seine-Maritime in der Region Normandie (vor 2016 Haute-Normandie). Sie gehört zum Arrondissement Dieppe und zum Kanton Eu (bis 2015 Blangy-sur-Bresle). 

## Geographie
Guerville liegt etwa 39 Kilometer ostnordöstlich von Dieppe. Umgeben wird Guerville von den Nachbargemeinden Millebosc im Norden und Nordwesten, Longroy im Norden und Nordosten, Monchaux-Soreng und Bazinval im Osten, Dancourt im Süden, Grandcourt im Westen und Südwesten sowie Melleville im Westen.

## Bevölkerungsentwicklung
| Jahr                      | 1962 | 1968 | 1975 | 1982 | 1990 | 1999 | 2006 | 2013 |
| Einwohner                 | 512  | 449  | 439  | 438  | 443  | 408  | 429  | 472  |
| Quelle: Cassini und INSEE |      |      |      |      |      |      |      |      |

## Sehenswürdigkeiten
- Kirche Saint-Gilles aus dem 13. Jahrhundert
- Schloss La Grande Vallée aus dem 18. Jahrhundert
- Schloss La Haye

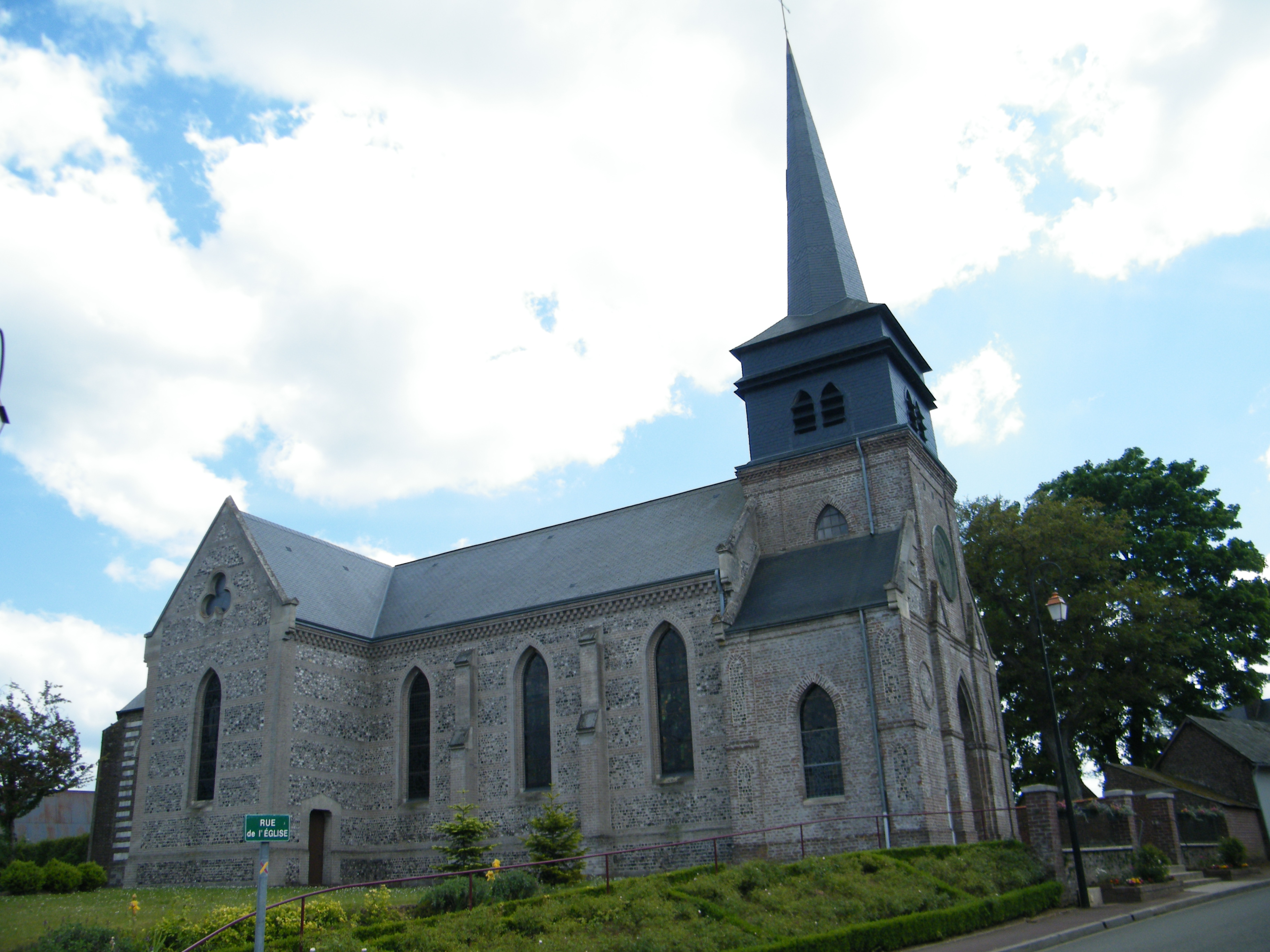
Kirche Saint-Gilles
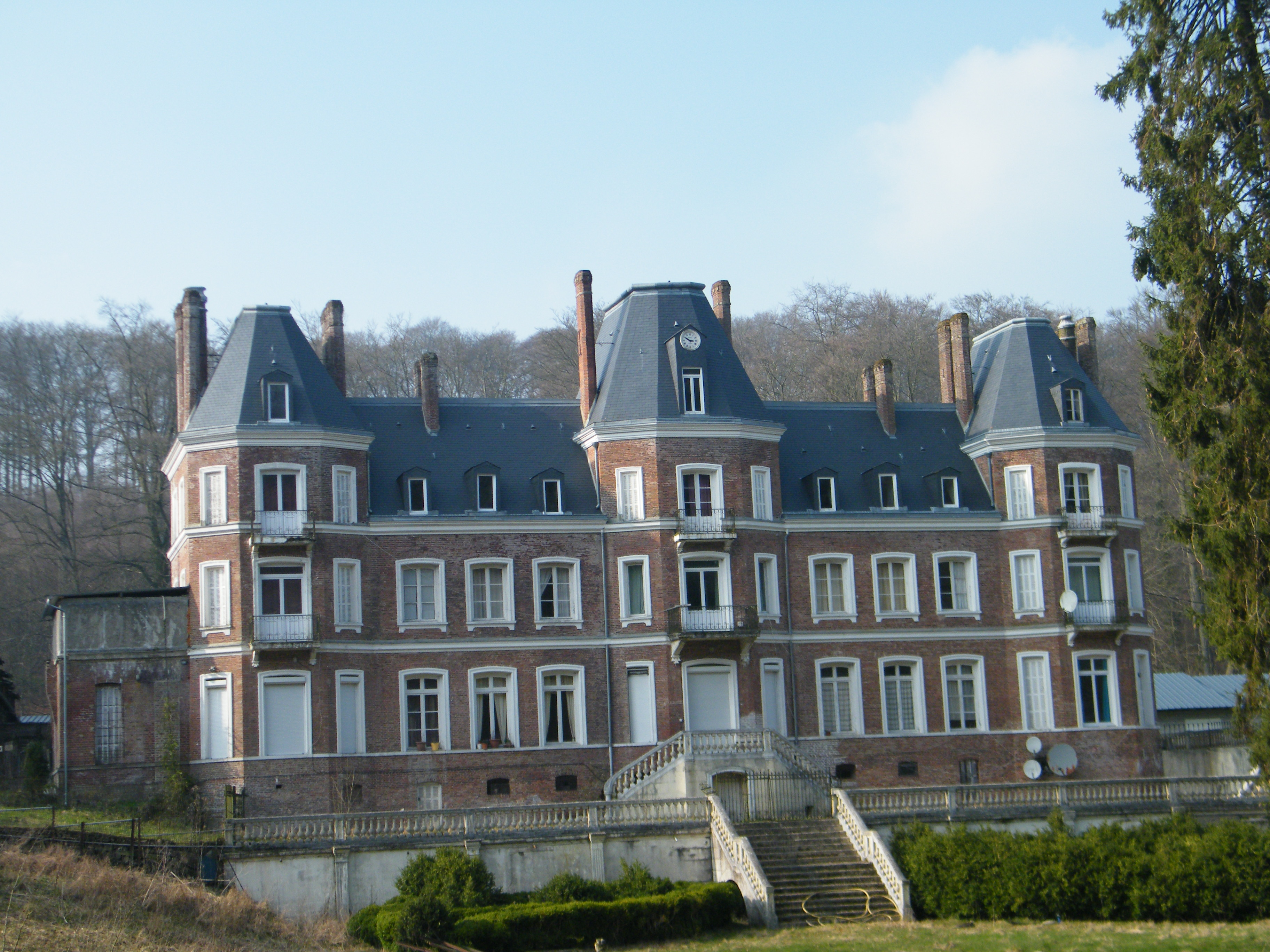
Schloss La Grand Vallée

## Persönlichkeiten
- Élie Lefranc (* 1932), Radrennfahrer